# Gare de Jérusalem Malha
La gare de Jérusalem Malha est une gare ferroviaire israélienne de la ligne de Jaffa à Jerusalem (en), située dans le quartier de Malha au sud de la ville de Jérusalem dont elle est la gare centrale.
Elle est mise en service en 2005.

## Situation ferroviaire
La gare de Jérusalem Malha est un terminus de la ligne de Jaffa à Jerusalem (en).

Plan des voies et quais

## Histoire
Lorsque la ligne historique Jaffa-Jérusalem fut mise hors service pour être restaurée à la fin des années 1990, il fut décidé de désaffecter, pour des raisons de nuisances sonores, l'ancienne gare de Jérusalem construite dans les années 1880 sous le régime ottoman et ouverte au public en septembre 1892. 
La nouvelle gare qui possède deux quais et quatre voies de circulation est ouverte au public depuis le 9 avril 2005.

### Desserte

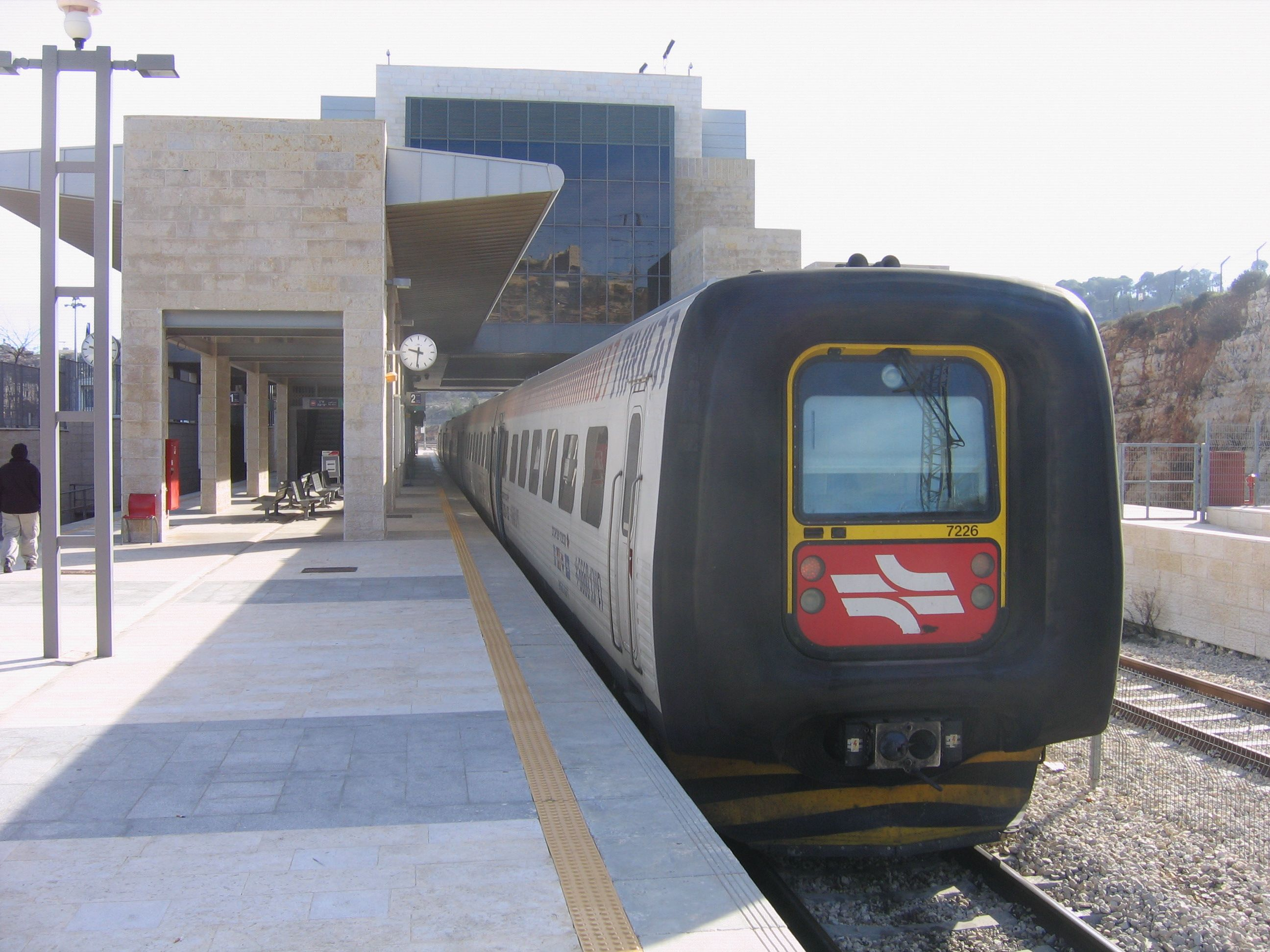
Quai et train en 2010.